# Erzgebirgsgarten
Der Erzgebirgsgarten ist ein vom Dresdner Gartenarchitekten Wilhelm Röhnick für den Fabrikbesitzer Müller – Großrückerswalde im Erzgebirge geplante private, nicht öffentliche Gartenanlage aus der Zwischenkriegszeit. Der Garten und die Einfriedung gehören samt der darin befindlichen Fabrikantenvilla zu den Kulturdenkmälern im Freistaat Sachsen.

## Lage
Der Erzgebirgsgarten befindet sich im Ort Boden – jetzt zu Großrückerswalde gehörend – im Preßnitztal am Rande des Flora-Fauna-Habitat Preßnitz- und Rauschenbachtal auf einer Höhenlage von 440 m ü. M.
Die Anlage teilt sich grob in zwei Teile, die links- und rechtsseits der Kreisstraße K8115 liegen, einen Bereich der als Garagengarten bezeichnet wird und einen Hauptgarten, der wiederum in die Bereiche Vorgarten, Privatgarten und Gemeinschaftsgarten untergliedert ist.

## Geschichte

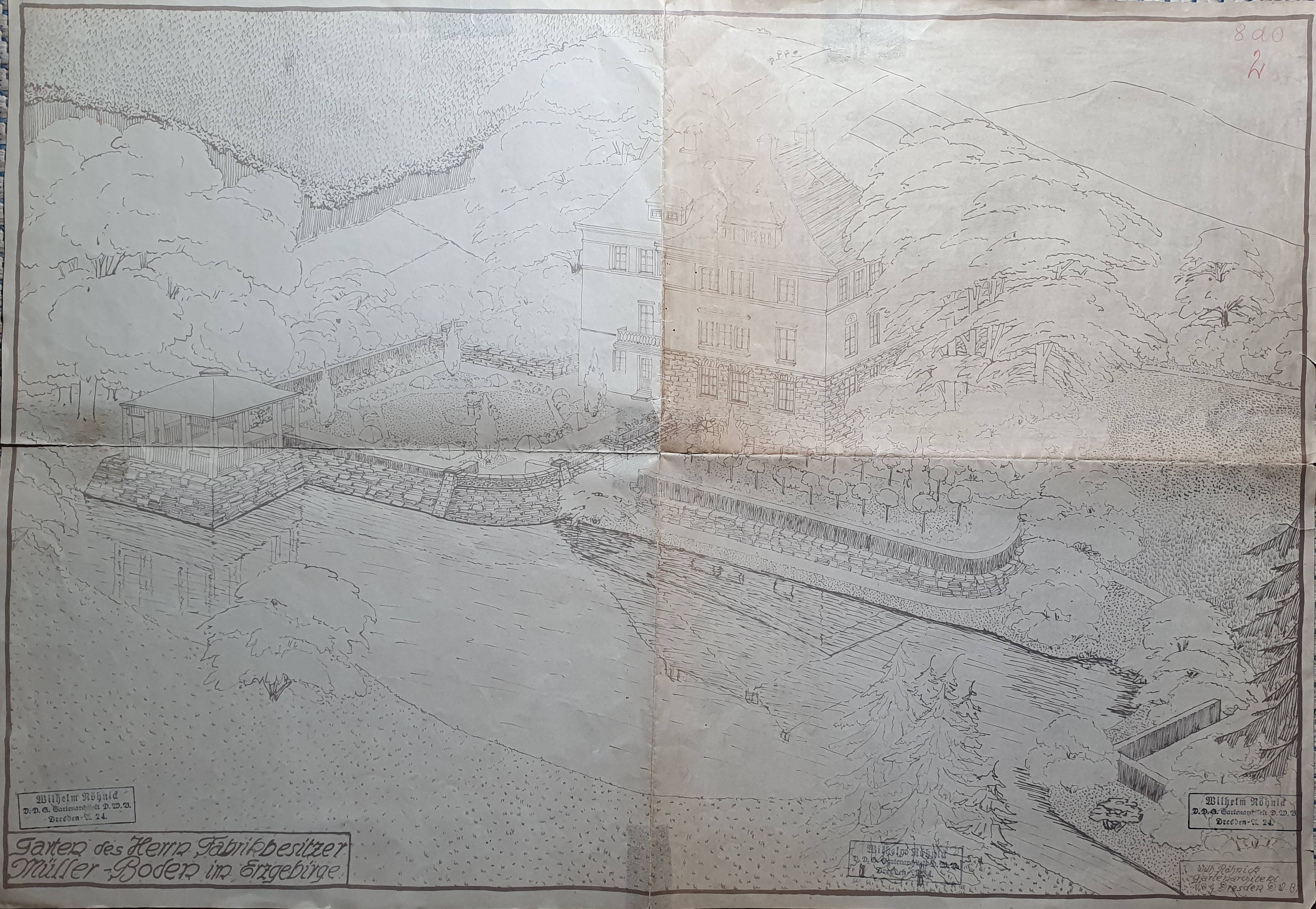
Gartenplanung Wilhelm Röhnick

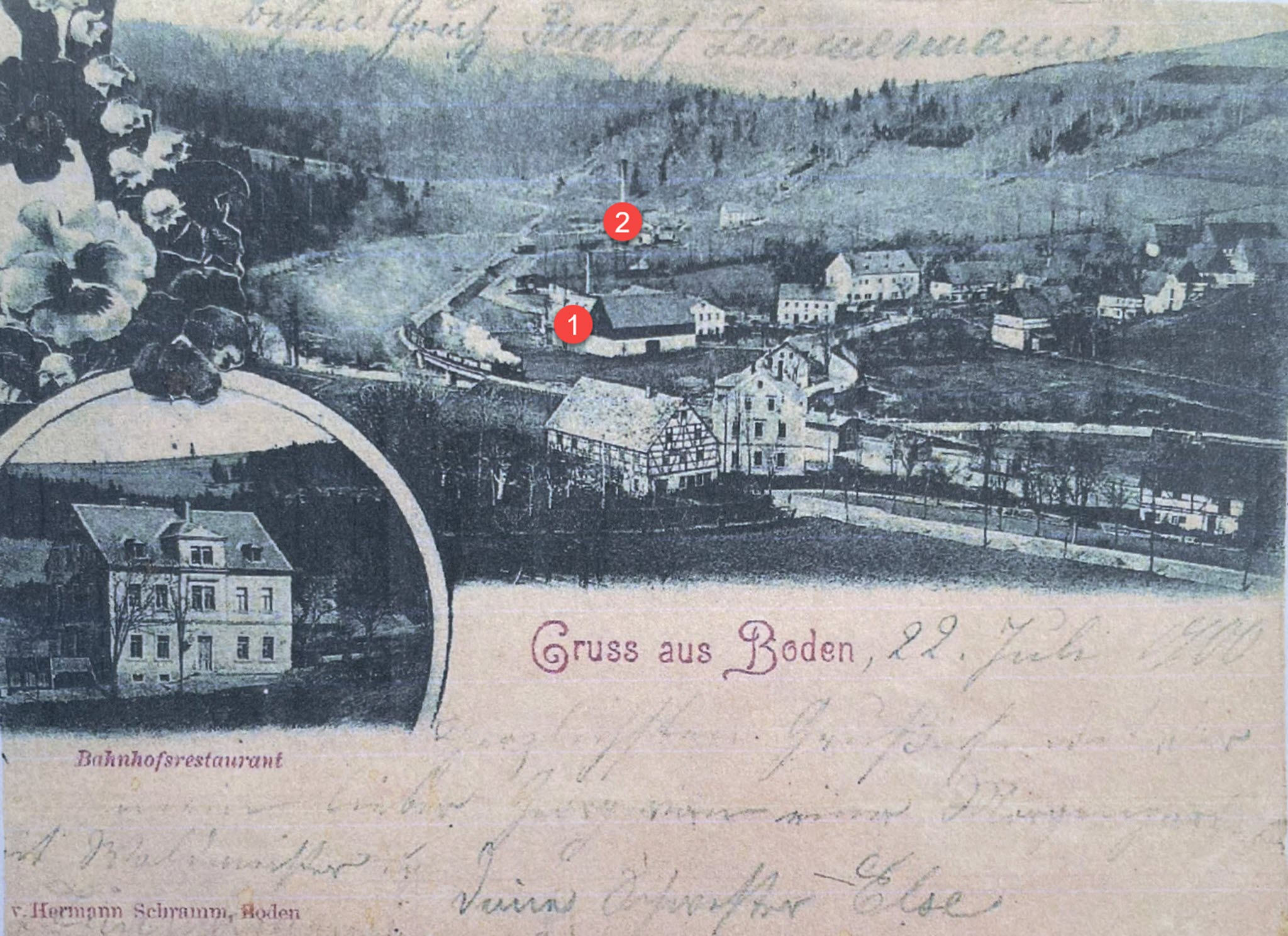
Boden um 1900

Die Planungen der Gartenanlage gehen auf den Dresdner Gartenarchitekten Wilhelm Röhnick zurück, der unter anderem für die Planung des „Neuen Friedhofs Klotzsche“ verantwortlich zeichnete.  Seine mondänen Planungen zu Beginn der 1920er Jahre gingen hingegen weit über die in Folge realisierte Gartenanlage hinaus.
Auftraggeber dieser Gartenplanung war der Fabrikant Julius Müller, der die „Bodenmühle“ (benannt nach dem Ort Boden) besaß und im Ort bis in die Neuzeit als „Bodenmüller“ bekannt war.
Die Bodenmühle bestand aus zwei Standorten. Das Anwesen muss vor dem Ersten Weltkrieg von Julius Müller gekauft worden sein und wurde dann vergrößert. In der Bodenmühle wurden Pappen hergestellt.
Julius Müller hatte drei Kinder. 1938 heiratete seine Tochter Käthe den Walter Gessner von der Papierfabrik „Gessner und Kreuzig“ in Niederschlag bei Bärenstein. Der Sohn von Julius Müller fiel 1942 vor Moskau. 1949 wurde die Pappenfabrik in Boden gemeinsam mit der Papierfabrik Gessner und Kreuzig enteignet und Walter Gessner als Wirtschaftsverbrecher zu 5½ Jahren Zuchthaus verurteilt. Käthe Gessner floh 1952 mit den Kindern in den Westen. Nach dem Volksaufstand 1953 wurde Walter Gessner begnadigt, der ebenfalls kurz darauf nach Westdeutschland flüchtete.
Somit wurde der Erzgebirgsgarten der Familie Müller/Gessner ab 1952 durch sozialistische Denkweise zu einem typischen Nutzgarten überformt. Dadurch gingen viele typische Elemente des Erzgebirgsgartens verloren bzw. verwahrlosten. Erst ab dem Jahr 1999 begann durch einen Eigentümerwechsel die Neubelebung des bis dahin heruntergekommenen und nicht mehr gepflegten Gartens. Im gleichen Jahr erfolgte zudem die Aufnahme der Fabrikantenvilla samt Einfriedung als Kulturdenkmal in Sachsen.  Durch den Eigentümerwechsel kam es zu einer Teilung der Gartenanlage. Der neue Eigentümer wurde Besitzer der Kernbestandteile der Anlage, womit sich der Denkmalschutz auf diesen Kernbereich reduzierte. Alle ehemaligen, angrenzenden Bestandteile der Anlage wurden danach in eine landwirtschaftliche Nutzung als Weideland überführt. Ein Teil der historischen Baumbestände besteht zwar weiterhin, aber zahlreiche Bäume sind mittlerweile der Überalterung zum Opfer gefallen. So ist in diesem Bereich von der ehemaligen Gartenanlage kaum noch etwas sichtbar wahrzunehmen.

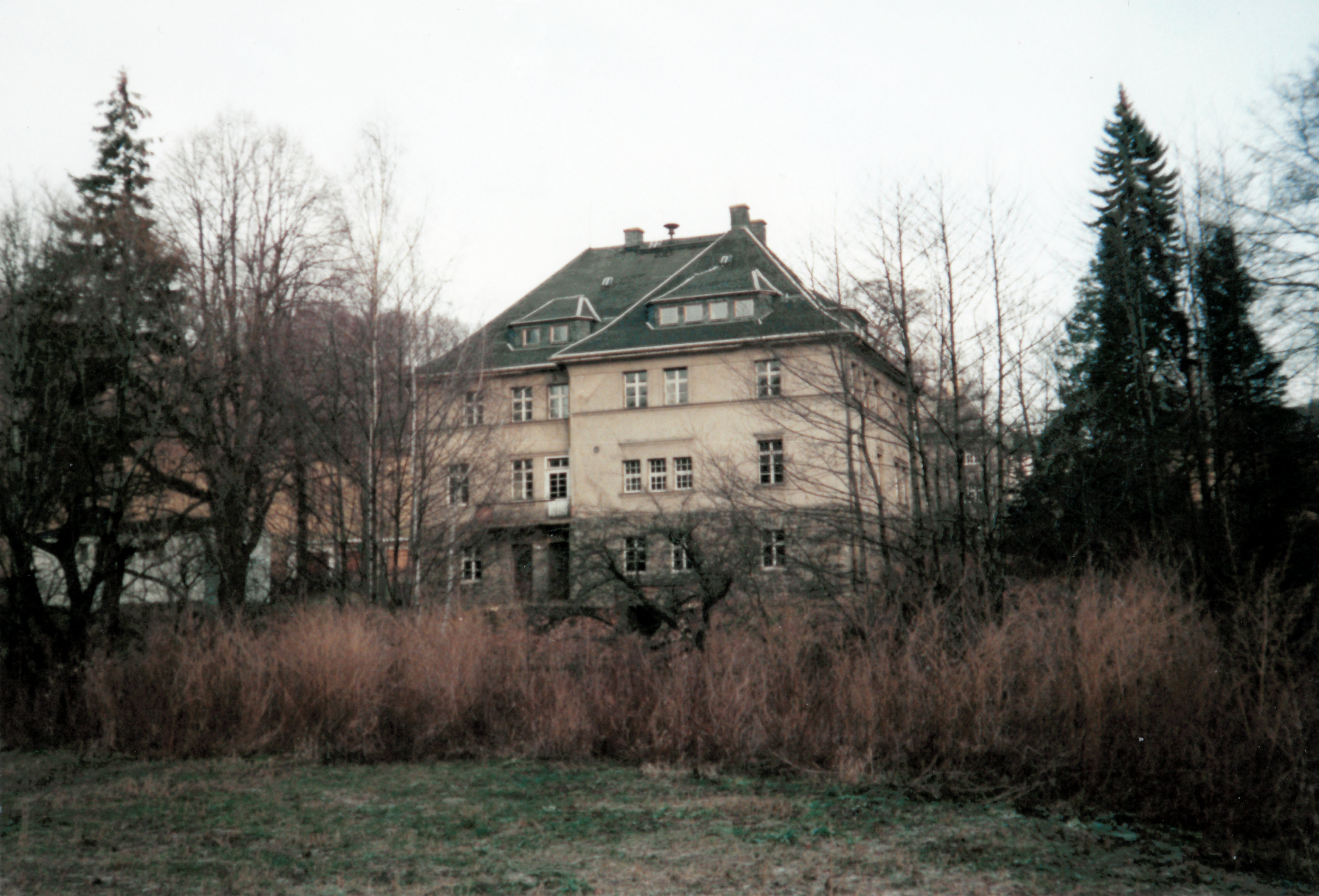
Erzgebirgsgarten im Jahr 1999

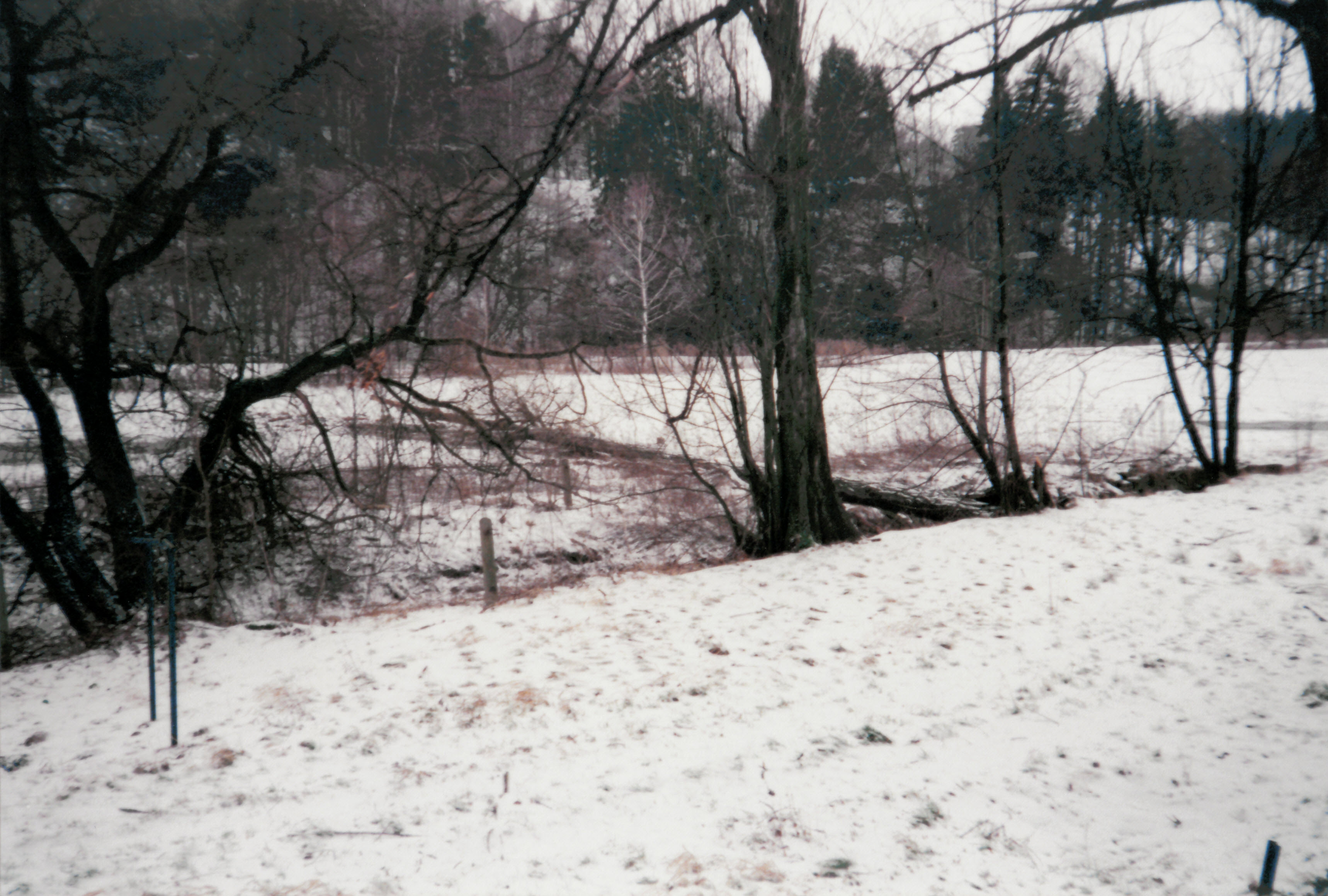
Blick zur Weide und Pappeln

Selbst im Kernbereich des Erzgebirgsgartens war im Jahr 1999 nicht mehr viel von einer gepflegten Gartenanlage zu erkennen.
Da das Haus in der Sanierung als Familiensitz des neuen Eigentümers Vorrang hatte, wurde der Garten notdürftig von allem Baufälligen befreit. Besonders die stark gefährdenden Bäume mussten gefällt und eingelagert werden. Im Jahr 2000 erfolgte eine großflächige Einebnung und Abdeckung mit Mutterboden, womit der Garten zumindest als Grünfläche hergestellt werden konnte. Alle anderen Flächen im Garten mussten von Baumkleinwuchs, wilden Brombeer–und Schneebeerhecken sowie Abfällen aller Art befreit werden.

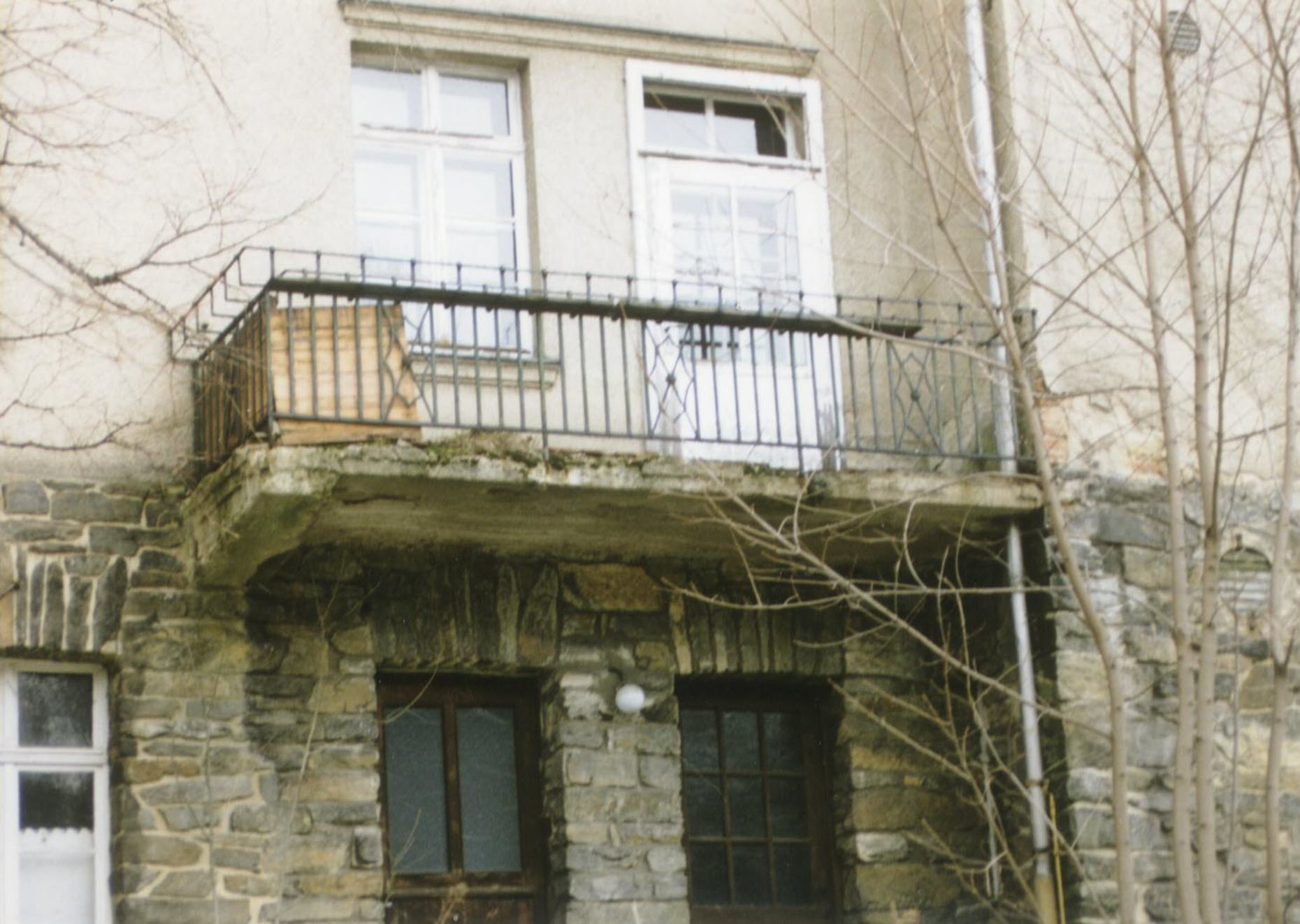
Marode Balkonanlage im Jahr 1999

Auch in der Fabrikantenvilla gab es erhebliche Dach- und Wasserschäden. Die Balkonanlagen waren komplett marode und die Räume, wie oftmals zu DDR-Zeiten, in kleine Einzelwohnungen zerteilt. Dadurch waren Stuckdecken zerstückelt und beschädigt, Türen versetzt oder zugemauert worden. Im Untergeschoss wurde bis zur Wende eine Betriebsküche betrieben, die durch Küchenfeuchtigkeit massive Schäden an der Bausubstanz verursachte.
Die historische Gartentreppe war entfernt worden und der untere Kellerausgang in den Garten mit einem tunnelartigen Überbau versehen worden. Teile der Einfriedung waren dem Platzbedarf für eine Zugangsstraße zum Opfer gefallen. In einem sehr guten Zustand befanden sich lediglich einige Wege, die historisch mit Platten aus Theumaer Schiefer belegt waren und die Einfriedung an der Straßenseite. Diese konnten erhalten und später erweitert werden. Der ehemalige Gartenausgang mit Veranda und Treppe aus dem Erdgeschoss wurde temporär verschlossen, da diese Etage einer unternehmerischen Nutzung zugeführt wurde.
Die Vollrenovierung der Fabrikantenvilla im Rahmen des Denkmalschutzes wurde im Jahr 2000 abgeschlossen und ein bewohnbarer Zustand erzielt. Das Gebäude beherbergt jetzt vier Wohn- und eine Firmeneinheit.
In einem ähnlichen schlechten Zustand befand sich 1999 der Garagengarten. Da hier Sondernutzungsrechte aus DDR-Zeiten bestanden und Bebauungen teils-teils auf fremden Grundstücken, bestand hier rechtlicher Klärungsbedarf bis ins Jahr 2011. Somit wurde bei der Gartenanlage lediglich der Status quo bewahrt. Erst ab dem Jahr 2012 und  verstärkt ab 2015 erfolgte eine Umgestaltung der gesamten Gartenanlagen hin zu einem Naturgarten, der den Prinzipien des biologischen Gartenbaus von Natur im Garten folgt.
Somit entstand über die Jahre wieder ein Erzgebirgsgarten, der mangels noch vorhandener Substanz kaum auf Vorhandenes aufbauen konnte, der aber den früheren Gegebenheiten und Ansinnen nahe kommt und trotzdem mit den aktuellen Nutzungsgegebenheiten nicht kollidiert.

## Gestaltung und Umfeld

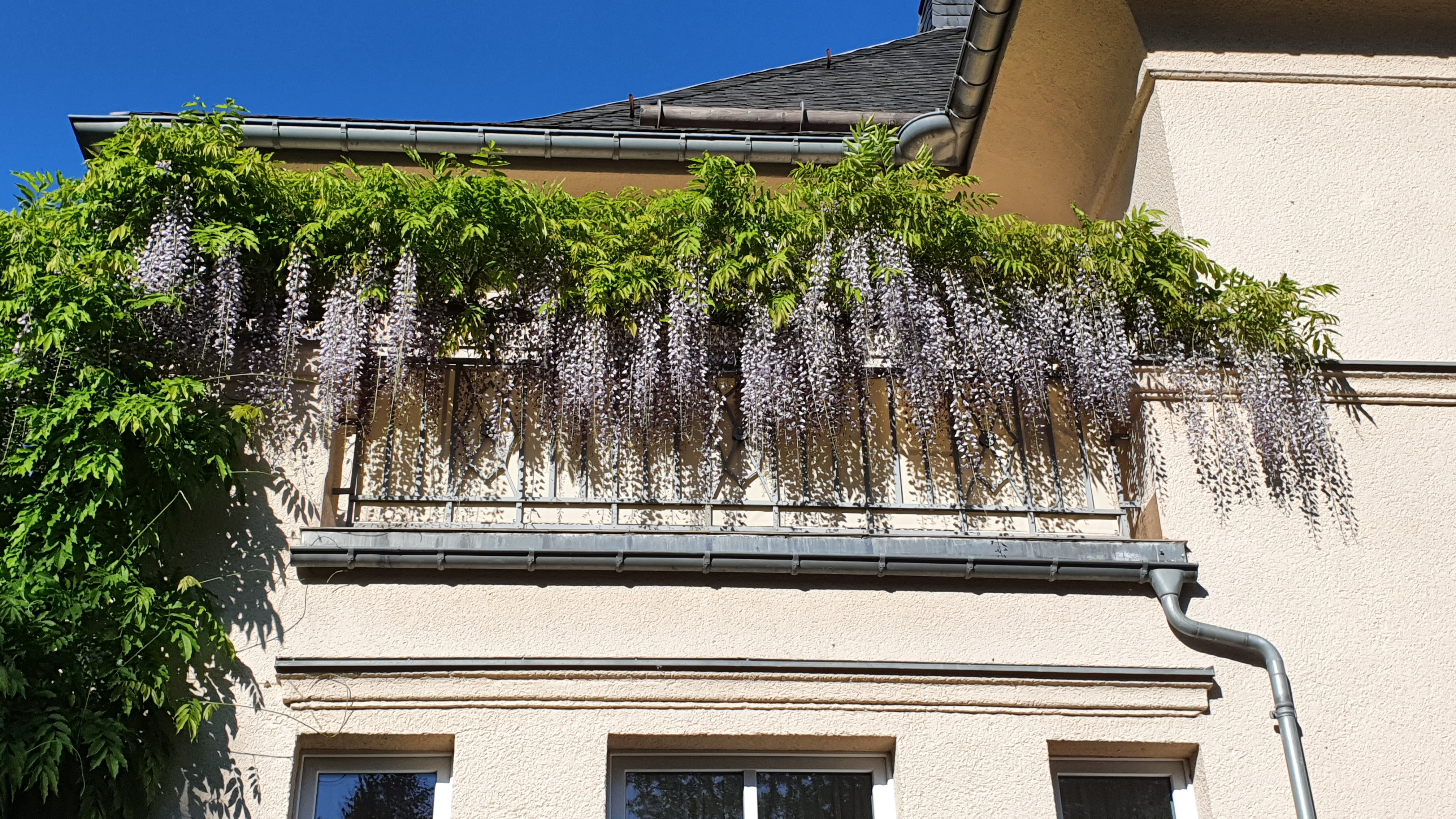
Glyzinie an der Straßenseite der Fabrikantenvilla im Jahr 2022

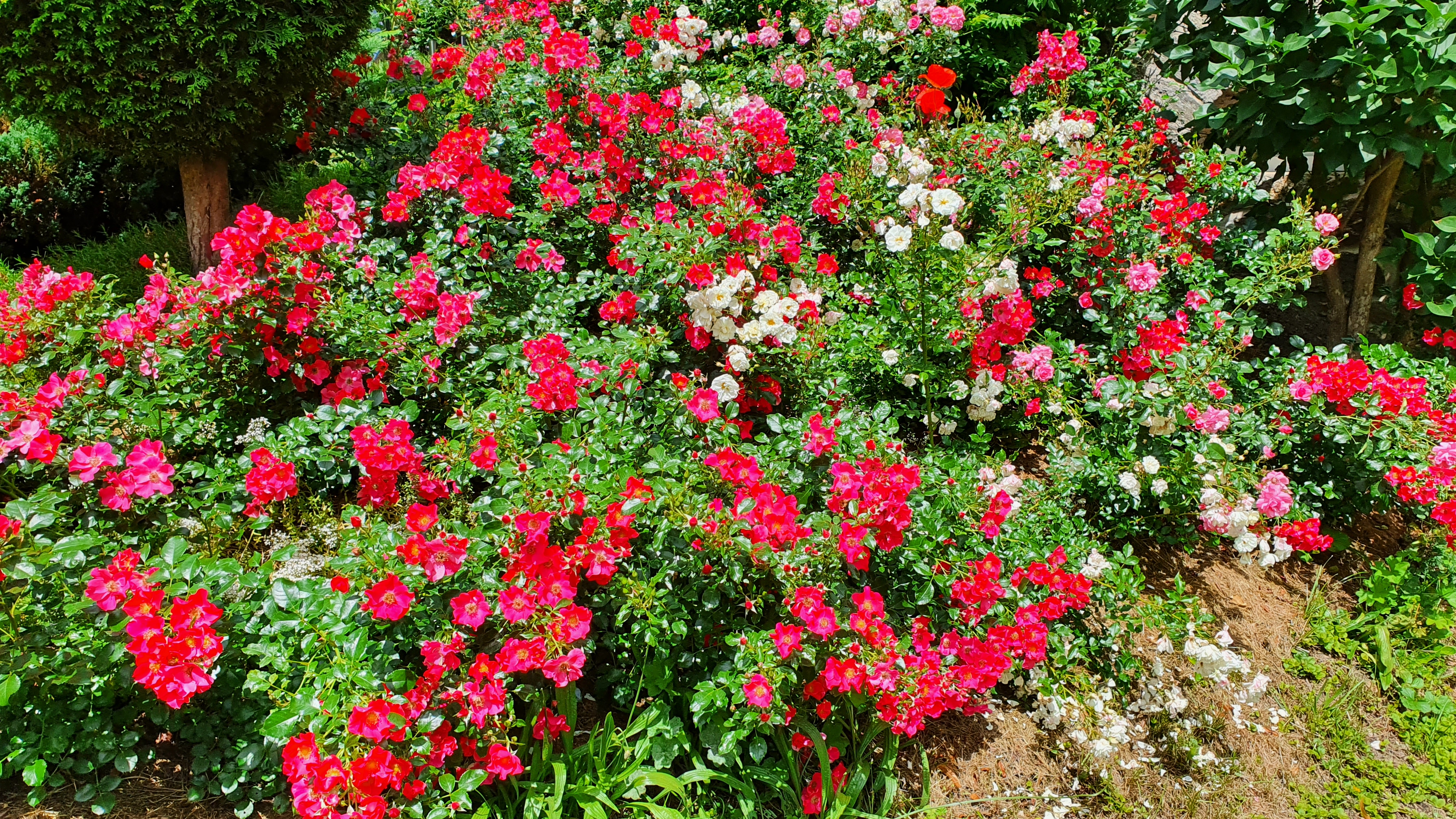
Bodendeckerrosen am Rosenhang im Hauptgarten im Jahr 2022

Das Wohnhaus wurde ab 1921 im zeittypischen Fabrikantenvilla-Stil als Wohnsitz der Fabrikantenfamilie Julius Müller errichtet. Architekt war Richard Wenzel (Chemnitz). Unter seiner Planung entstand eine sechsgeschossige Fabrikantenvilla mit einer Gesamthöhe von 19 Metern, deren Baustil einen Einschlag von italienischem Toskana-Flair verströmt, aber trotzdem mit scharfen Ecken und Kanten der damals üblichen deutschen Akkuratesse entsprach. Von den Innenausstattungen ist nur rein Bauliches erhalten geblieben. Zugänge zur Gartenanlage mussten wegen der Grundbesitzänderungen verändert und neu gestaltet werden. Dies war auch notwendig, da schon zu DDR-Zeiten einige Abrisse, vor allem an der Nordwestseite des Objektes, erfolgten. Die Einfriedung wurde straßenseits zum Schutz- und Sichtschutz durch eine Koniferenhecke als Formhecke ausgebildet. Alle anderen Einfriedungen folgten der zu Teilen noch vorhandenen Ligusterhecke, deren Ursprung nicht historisch belegbar ist und vermutlich aus DDR-Zeiten stammte, unter Einbindung der zahlreich vorhandenen Fliedersträucher und Bäumchen. Somit entstand aus dem Bestand vor Ort heraus eine Einfriedung aus einer ca. 1 Meter hohen Ligusterhecke (Formhecke) im Mix mit Fliederhalbstämmchen. Der Bestandsflieder zeichnete sich zum einen durch eine vermutlich alte ungefüllte Wildsorte in Violett und Weiß sowie gefüllten Edelflieder ebenfalls in Violett und Weiß aus. An den Rändern der jetzt landwirtschaftlich genutzten ehemaligen Gartenfläche sind sporadisch diese Flieder in teilweise alter verknöcherter Form wieder zu finden, was ein Zeichen der historisch bekannten Anpflanzung widerspiegeln könnte. Die Liguster-Flieder-Kombination gewährt zum einen Wind- und Frostschutz (in Bodennähe), in den Übergangszeiten lässt aber die Gartengestaltung den Blick in die Ferne offen. Dem italienischen Flair folgend wurden an der Südecke des Objektes im Jahr 2002 Weinreben gesetzt, die dort von der Speicherwärme der massiven Fugsteinmauer zehren können und mittlerweile seit vielen Jahre gute Erträge bringen.

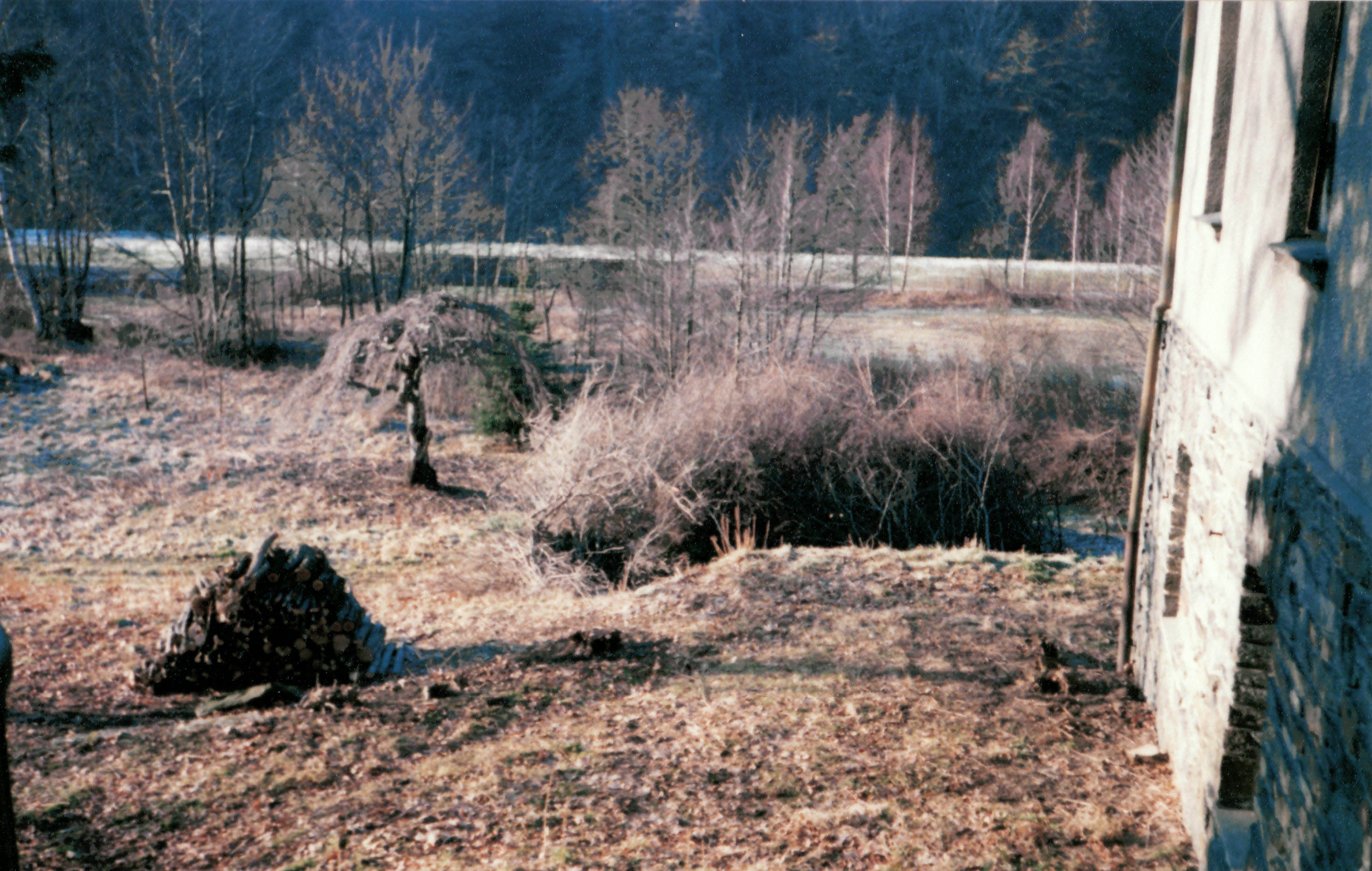
Blick zur Trauerulme 2000

Die bis ins Jahr 2001 wüchsige historische Trauer- bzw. Hängeulme (vermutlich Ulmus glabra Pendula) fiel im gleichen Jahr innerhalb weniger Monate dem Ulmensterben zum Opfer, so dass diese heute nicht mehr zum Bestand gehört. Als Ersatzpflanzung wurde eine Magnolie gewählt.
Die alte Weide am ehemaligen Mühlgraben konnte dank Rückschnitt vor dem Umstürzen geschützt werden und erhalten bleiben. Für die maroden Pappeln wurde im Jahr 2002 als Ersatzpflanzung eine Japanische Zierkirsche  gesetzt. Der historische Hausbaum, eine Winter-Linde, wurde von Totholz befreit und zur Gefahrenabwendung für das Objekt fachmännisch zurückgesetzt. Diese Winter-Linde sorgt unter anderem auch für optimale Bedingungen für den Wuchs des „Großen Zweiblatts“, eine Pflanzenart aus der Gattung Zweiblatt innerhalb der Familie der Orchideen (Orchidaceae), die in Sachsen auf der Roten Liste 2013 steht.
Die vermutlich aus DDR-Zeiten stammenden Essigbäume wurden stark vereinzelt und zogen an für den Garten praktische Plätze um. Somit befinden sich mittlerweile zwei alte Essigbäume im Erzgebirgsgarten.
Der Vorgarten war gezeichnet durch in den 1980er erfolgten massiven Tiefbauarbeiten beim Bau einer unterirdischen Hochspannungsleitung (10 kV). Daher blieben nur die hausnahen Rhododendren erhalten. Diese wurden nach und nach durch weitere ergänzt. Ebenfalls konnten im Vorgarten die Echten Schlüsselblumen gesichert werden. Alteingesessene des Ortsteils Boden bestätigten, dass diese – ortstypisch als „Himmelschlüsselchen“ bezeichnet – ausdauernden, krautigen Pflanzen vor der intensiven Bodennutzung auf allen Wiesen in diesem Bereich des Preßnitztales wuchsen und blühten. Stand 2023 sind nennenswerte ortsnahe Bestände nur noch im Erzgebirgsgarten zu sehen.
Im Zuge der Vollrenovierung im Jahr 1999 wurde eine Anlage zum Sammeln und Speichern von Regenwasser im Objekt eingebaut. Mit dieser wird von der gesamten Dachfläche der Fabrikantenvilla (ca. 200 m²) das Regenwasser in einem ca. 10.000 Liter fassenden Speicherbehälter im unteren Keller aufgefangen und für die Brauchwasserversorgung im Objekt sowie für die Gartenbewässerung bereitgestellt.
Durch die Lage im Preßnitzal war der Erzgebirgsgarten von einigen Unwetterereignissen betroffen (Sturzflut Juli 1999, Jahrhunderthochwasser 2022, Hochwasser Juni 2013), Schäden waren entstanden keine.

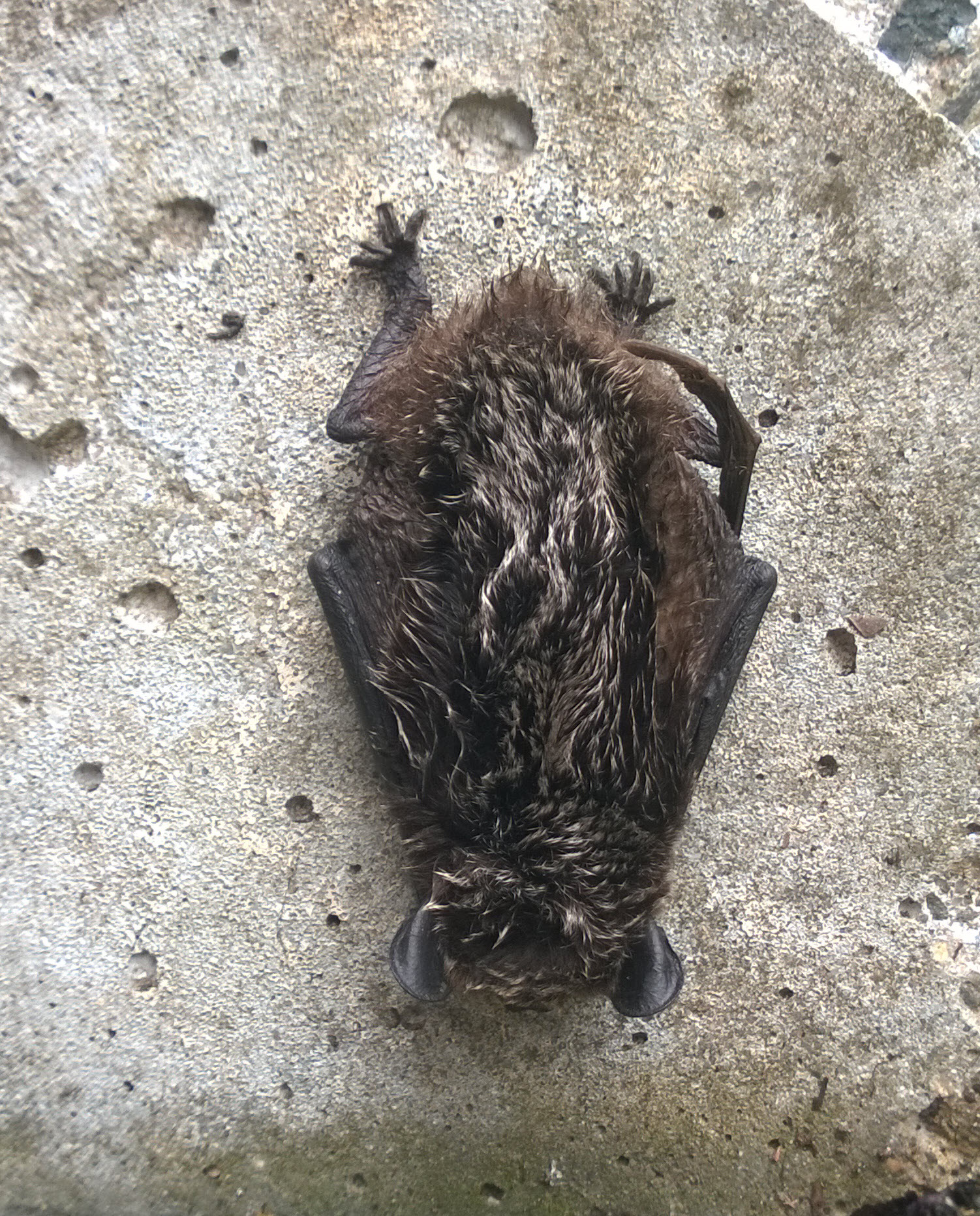
Durch Regen nass gewordene Fledermaus am Betonstein

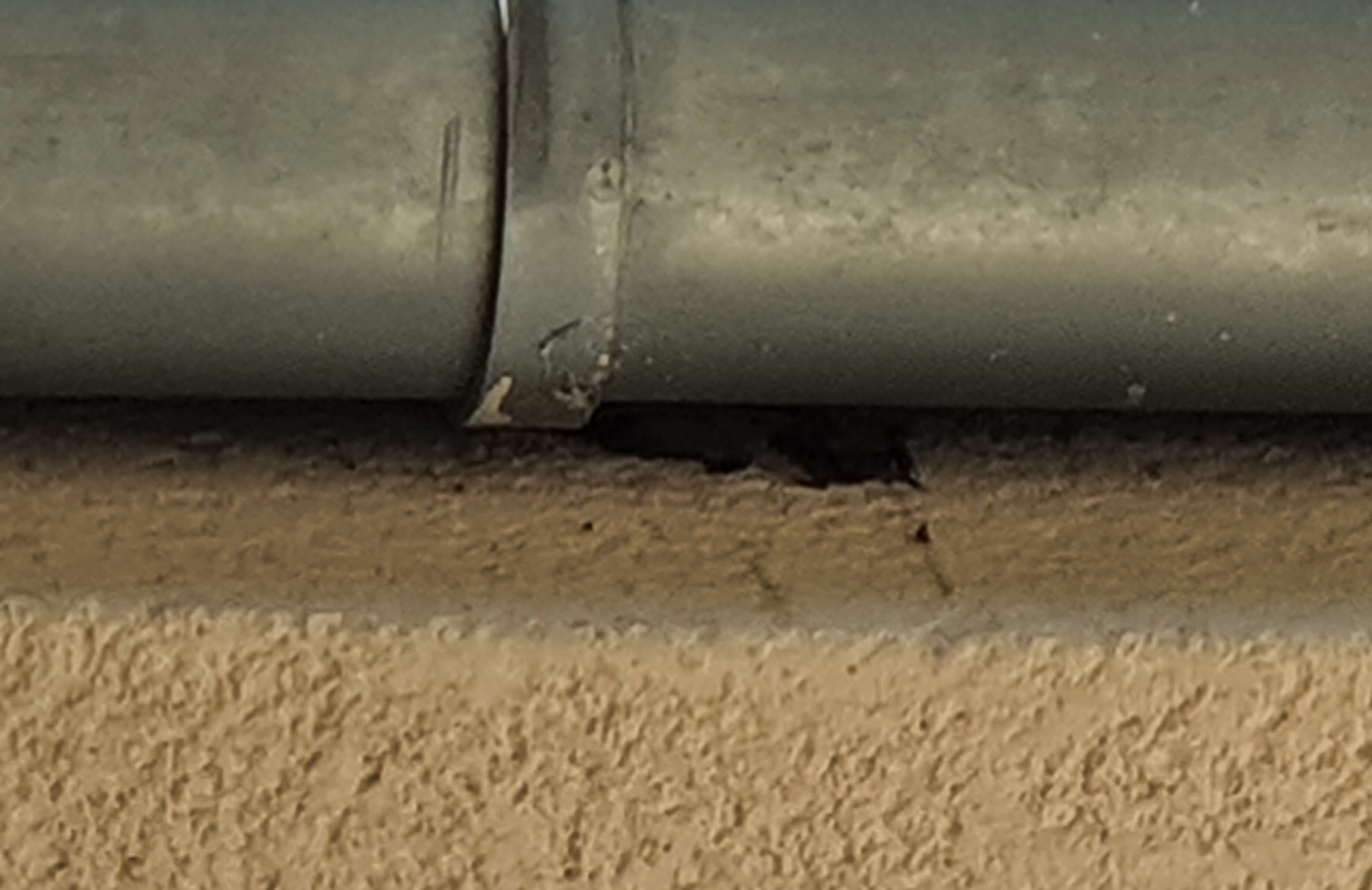
Fledermäuse hängend am Gesimskasten hinter der Dachrinne

Unauffällig und von all den Renovierungsarbeiten unbeeindruckt geblieben, gibt es seit Jahrzehnten eine Kolonie von Fledermäusen im Wohnhaus. Wie lange diese schon existiert, ist unbekannt. Bei einer Schnellschätzung der Populationsstärke im Jahr 2014 wurden über 70 ausfliegende Tiere gezählt.
Die Kolonie befindet sich direkt im Gesimskasten, der bautechnisch sowohl von außen wie von innen abgeschottet ist, das gesamte Objekt umschließt und somit einen (fast) hermetisch abgeschlossenen Hohlraum (in der Form eines dreieckigen Prismas) bildet. Dieser Hohlraum hat einen durchschnittlichen Querschnitt von ca. 500 mm. Durch kleine Spalten hinter der Dachrinne zum Hohlraum gelangen die Tiere von außen in den Hohlraum. Weiter nach innen gibt es hingegen keinen Weg. Dieser Hohlraum bietet den Tieren Schutz und Wärme im Winter (stehende Luft und Objektwärmestrahlung) sowie generellen Schutz vor eindringenden Feinden von außen. So sind die Tiere ausschließlich beim Aus- beziehungsweise Einflug beobachtbar. Lediglich an sehr heißen Sommertagen, wo im Gesimskasten sehr hohe Temperaturen erreichen werden, krabbeln die Tiere zur Kühlung tagsüber aus ihrem Versteck und hängen direkt hinter der Dachrinne am Gesimskasten ab. Die genaue Bestimmung der Fledermausart erfolgt durch das Landratsamt Erzgebirgskreis SG Naturschutz (Stand 2023).
Durch die offene Gestaltung und das direkte Angrenzen an das Flora-Fauna-Habitat Preßnitz- und Rauschenbachtal ist die Gartenanlage zudem steter Aufenthaltsort vielerlei Wildtiere wie Fuchs, Marder, Waschbär, Damwild, Ziesel, Eichhörnchen, Eidechse, Blindschleiche, Ringelnatter und viele andere mehr.

## Umgestaltung ab 2015
Ab dem Jahr 2015 ersetzte die aktive Umgestaltung der gesamten Gartenanlagen, hin zu einem Naturgarten, die bisherige Art der Erhaltung des Status quo. Mit diesem Schritt, der als logische Konsequenz der spürbaren Klimaveränderung und der Verminderung der Artenvielfalt erfolgte, sollte die noch bestehende Artenvielfalt gefestigt und verlorene Arten zurückgeholt werden. Besonderer Wert wurde dabei auf Vielfalt an regional üblichen Pflanzen aber auch ausgewählten Exoten gelegt.
Unter diesem Gesichtspunkt wurden sämtliche Gartenbereiche umgeplant. Alle Grünflächen sollten von den vorherrschenden Rasenflächen in Blüh- und damit Nahrungsflächen für Tiere (insbesondere Insekten) umgewandelt werden. So entstanden unter anderem reine Blühwiesen, Staudenbereiche, Blühhecken, Blühbäume und viel Misch-Bereiche im Stile eines Bauerngartens (Cottage-Garden) bzw. Mixed-Borders.
Typische traditionelle Pflanzen sind unter anderem: Mispel, Quitte, Wilde Eierbirne, Blutpflaume, rotlaubiger Zieräpfel, Jostabeeren, Felsenbirnen, Hundsrosen, Schlehdorn
Exotische Pflanzen sind unter anderem: Zuckermelone, Chayote, Maulbeere, dreilappige Papau (Indianerbanane), essbare Ölweide, Bitterorange, Lebkuchenbaum, Koreanische Maulbeere, Filzkirsche. Zudem gibt es eine Auswahl an Rosen (Bodendecker-, Edel-, Strauch-, Kletter- und Ramblerrosen).
Eine Besonderheit im Erzgebirgsgarten stellt der Anbau von Laubkartoffeln dar. Dabei werden herkömmliche Kartoffeln in gesammelten Laub vom letzten Herbst kultiviert. Durch dieses Verfahren wurden vor allem neue Beetbereiche für Pflanzungen im Folgejahr geschaffen und das in Übermengen vorhandene Herbstlaub einer ortsnahen Verwendung (neben der üblichen Kompostierung) zugeführt.
Als Brutmöglichkeit für Insekten wurden die historischen Fugmauersteine des Wohnhauses angebohrt und zahlreiche Nistmöglichkeiten für Vögel angebracht.
Ein Höhepunkt in der Gartengeschichte stellt die einjährige Dokumentation der Gartenanlage im Rahmen der MDR Garten Serie: „Die Strebergärtner“ im Jahr 2022 dar aus der ein sechsteiliger Film entstand.

## Planungen ab 2023
Um den nicht winterharten und exotischen Pflanzen wie z. B. Zitrusgewächsen eine optimale Überwinterungsmöglichkeit zu bieten, ist ab 2023 der Anbau einer kleinen Orangerie geplant. Sie soll ebenso als Anzuchtort für die nicht frostfeste, einjährige Sommerbepflanzung des Erzgebirgsgartens dienen.

## Media
Der Erzgebirgsgarten war Bestandteil diverser öffentlich rechtlicher und auch privatrechtlicher Publikationen und Medienereignissen.